# Raguhn
Raguhn is een plaats en voormalige gemeente in de Duitse deelstaat Saksen-Anhalt, en maakt deel uit van de Landkreis Anhalt-Bitterfeld.

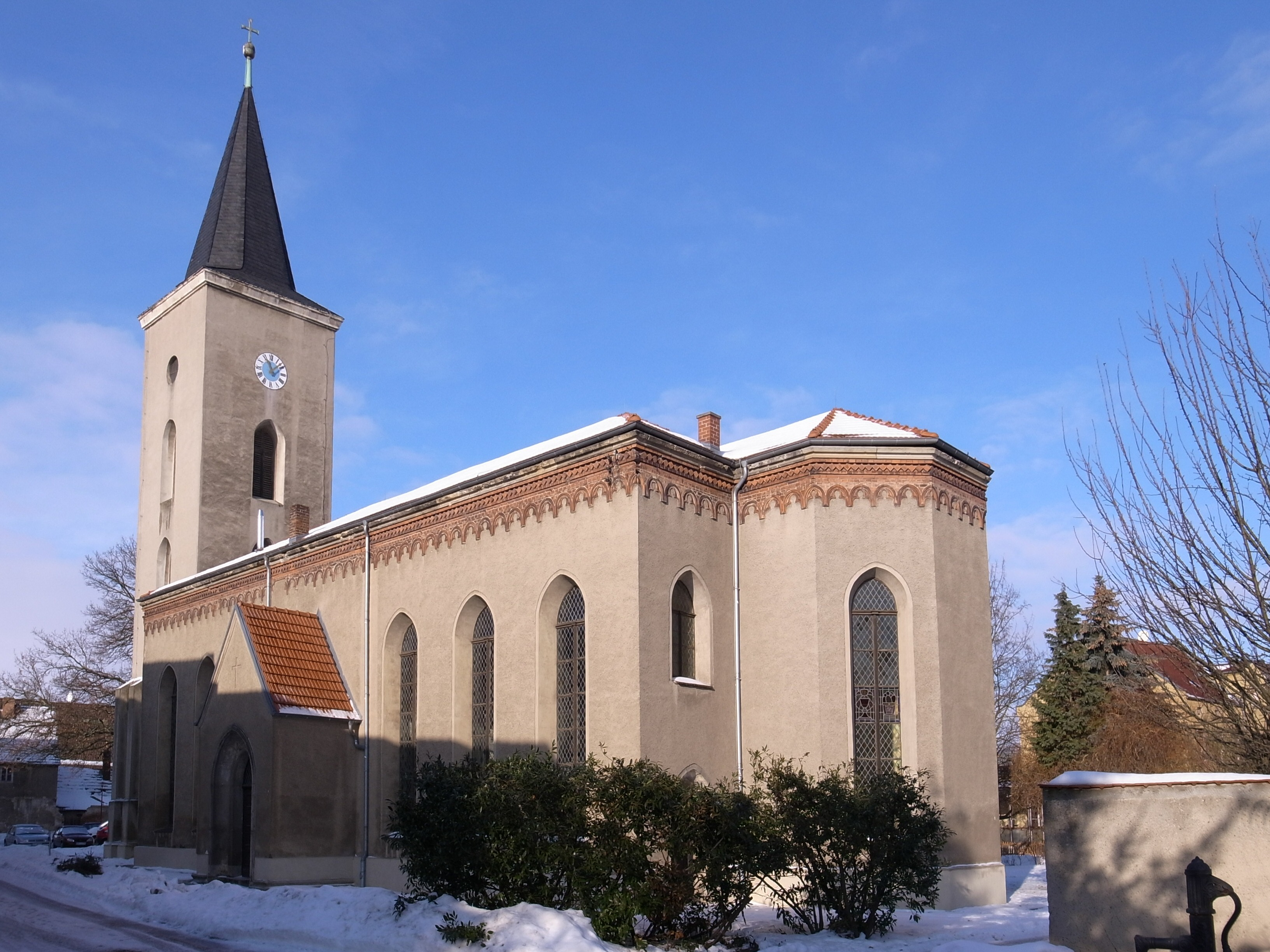
Sint-Georgkerk in Raguhn

Raguhn telt 3.720 inwoners.